# 朝倉こずえ
朝倉 こずえ(あさくら こずえ)は日本のAV女優。作品によっては「浅倉こずえ」と表記されている場合もある。
成人作品への出演もある。代表作に『馬乗り熟女 第弐巻 熟女十六人の騎乗位ベストセレクション』が上げられる。これは性行動において特に男性の身体の上に馬乗りの姿勢をとる16人の女性を扱った作品である。
別名義としては｢森口サクラ」「田島久美子」

## フィルモグラフィー
- 『ガマンできない38歳凄艶絶倫編』
- 『完熟オマンゴーレズビアン』
- 『男根エキス絞り出し』
- 『実母筆おろし 第弐巻 十二組の親子の初姦ベストセレクション』
- 『麗熟四十路園』
- 『美人妻 白百合晩餐館』
- 『馬乗り熟女 第弐巻 熟女十六人の騎乗位ベストセレクション』
- 『実録母子情交 三十路母』
- 『ほろ酔い貴婦人 朝倉こずえ』
- 『近親遊戯 蔵の中の私 総集編』
- 『熟れた女ベストセレクション』
- 『人妻レズワールド 女が女を愛するとき』
- 『熟女 FUCK12人』
- 『近親遊戯 蔵の中の私 壱』